# Кленкор
Кленкор (пол. Klenkor) — село в Польщі, у гміні Лисе Остроленцького повіту Мазовецького воєводства.
Населення — 57 осіб (2011).
У 1975-1998 роках село належало до Остроленцького воєводства.

## Демографія
Демографічна структура станом на 31 березня 2011 року:
|          | Загалом | Допрацездатний вік | Працездатний вік | Постпрацездатний вік |
| -------- | ------- | ------------------ | ---------------- | -------------------- |
| Чоловіки | 28      | 11                 | 14               | 3                    |
| Жінки    | 29      | 9                  | 12               | 8                    |
| Разом    | 57      | 20                 | 26               | 11                   |